# Precious Love
《Precious Love》는 2000년 9월 20일 발매한 20th Century의 2번째 싱글 음반이다.

## 설명
- 20th Century의 첫 12cm 맥시 싱글. 초회한정반, 통상반으로 2가지 타입으로 발매.
- 초회한정반은 토니센 3면 자켓 사양,  토니센 스티커.
- 토니센 스티커는 토니센 사진, 솔로 사진, 곡 로고, 토니센 로고 3가지, 사카모토가(家) 상점 로고, 나가노 로고, 이노하라 로고,의 합 11매.

## 수록곡
1. Precious Love 
  - 작사 : U-sky / 작곡 : 사사모토 야스사 / 편곡 : 스즈키 마사야
2. LOVE SONG 
  - 작사 : 카와구치 야스시오 / 작곡：시이나 Kay태 / 편곡：무토 요시아키
3. bird cage 
  - 작사：20th Century, 작곡：이노하라 요시히코, 편곡：오바타 히데유키
4. Take it easy 
  - 작사/작곡/편곡：오오야기 히로오, Bass Arrangement：카네코 타카히로
5. Precious Love(Laidback Mix)
6. Precious Love'(AKIRA'S CORE FIGHTER REMIX) 
  - Remix：AKIRA
7. LOVE SONG(tramuntana mix~)
8. LOVE SONG(no place to hide mix) 
  - Remix：motsu
9. bird cage(SU bossa mix) 
  - 편곡 : 스즈키 고
10. bird cage(Sun Set Lounge Mix) 
  - Remix：DRAGON FLY
11. Take it easy(eltorpedo mix) 
  - Remix：아베 쥰
12. Take it easy(Groove Da House Remix) 
  - Remix：무라야마 신이치로
13. Precious Love(カラオケ)
14. LOVE SONG(カラオケ)
15. bird cage(カラオケ)
16. Take it easy(カラオケ)